# Horní Rápotice
Obec Horní Rápotice (německy Ober Rapotitz) se nachází v okrese Pelhřimov v Kraji Vysočina. Žije zde 170 obyvatel.

## Historie
První písemná zmínka o obci pochází z roku 1352.
V letech 2006–2010 působil jako starosta Josef Martinec, od roku 2010 tuto funkci zastává Marie Váňová.
8. listopadu 2016 byly obci uděleny znak a vlajka. Blason: Ve stříbrno-zeleně polceném štítě nahoře nad vlnitým, dvakrát vlnitě děleným břevnem dva heroldské kříže, dole sedmihrotá hvězda, vše opačných barev. Popis vlajky: List tvoří dva vodorovné pruhy, bílý a zelený, v každém kříž opačné barvy s rameny širokými desetinu šířky listu. Ramena křížů vycházejí z třetí a osmé desetiny žerďového a vlajícího okraje a čtvrté patnáctiny horního a dolního okraje listu. Poměr šířky k délce listu je 2 : 3.

## Pamětihodnosti
- Dvoje boží muka a dva pamětní kameny

## Galerie

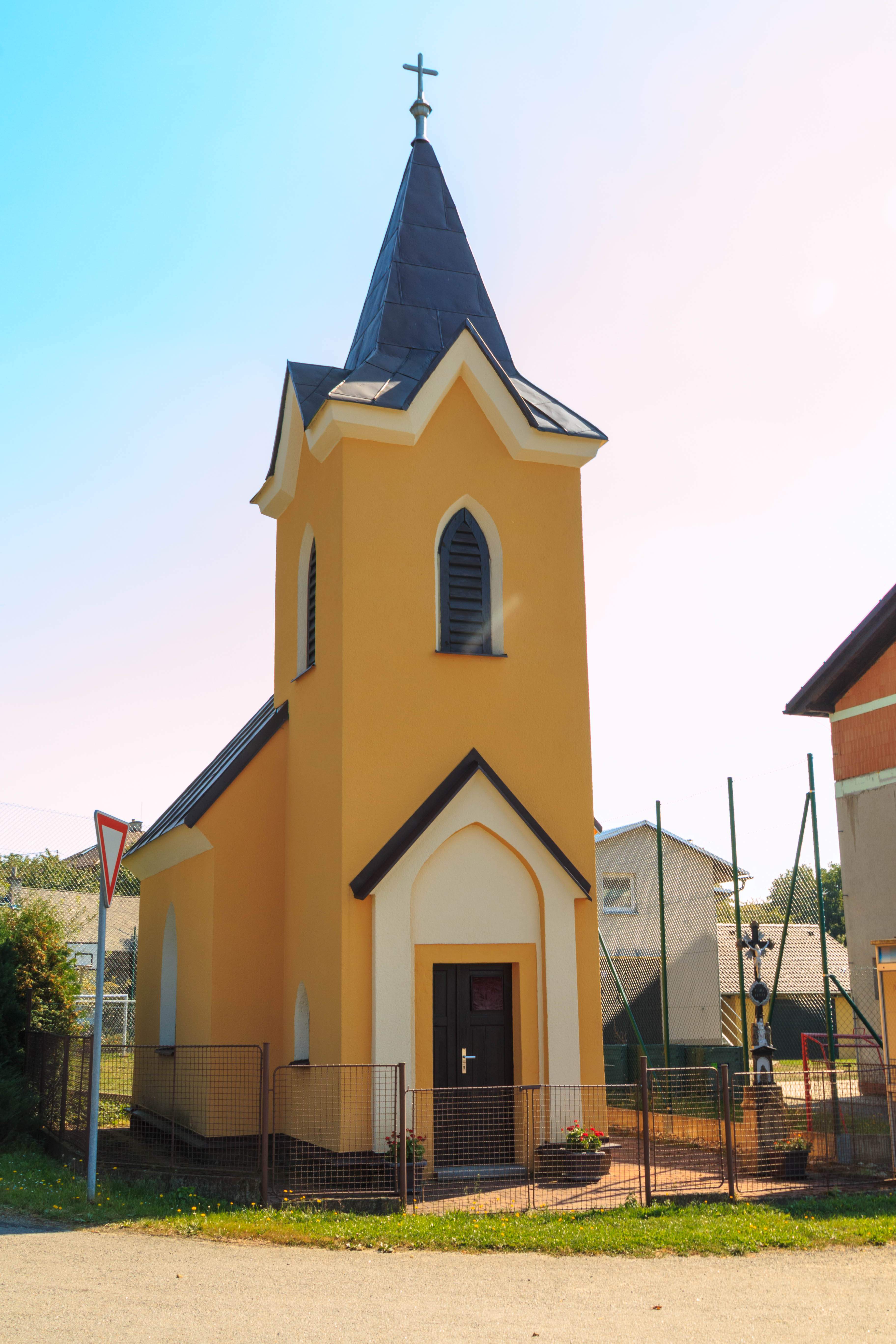
Kaple
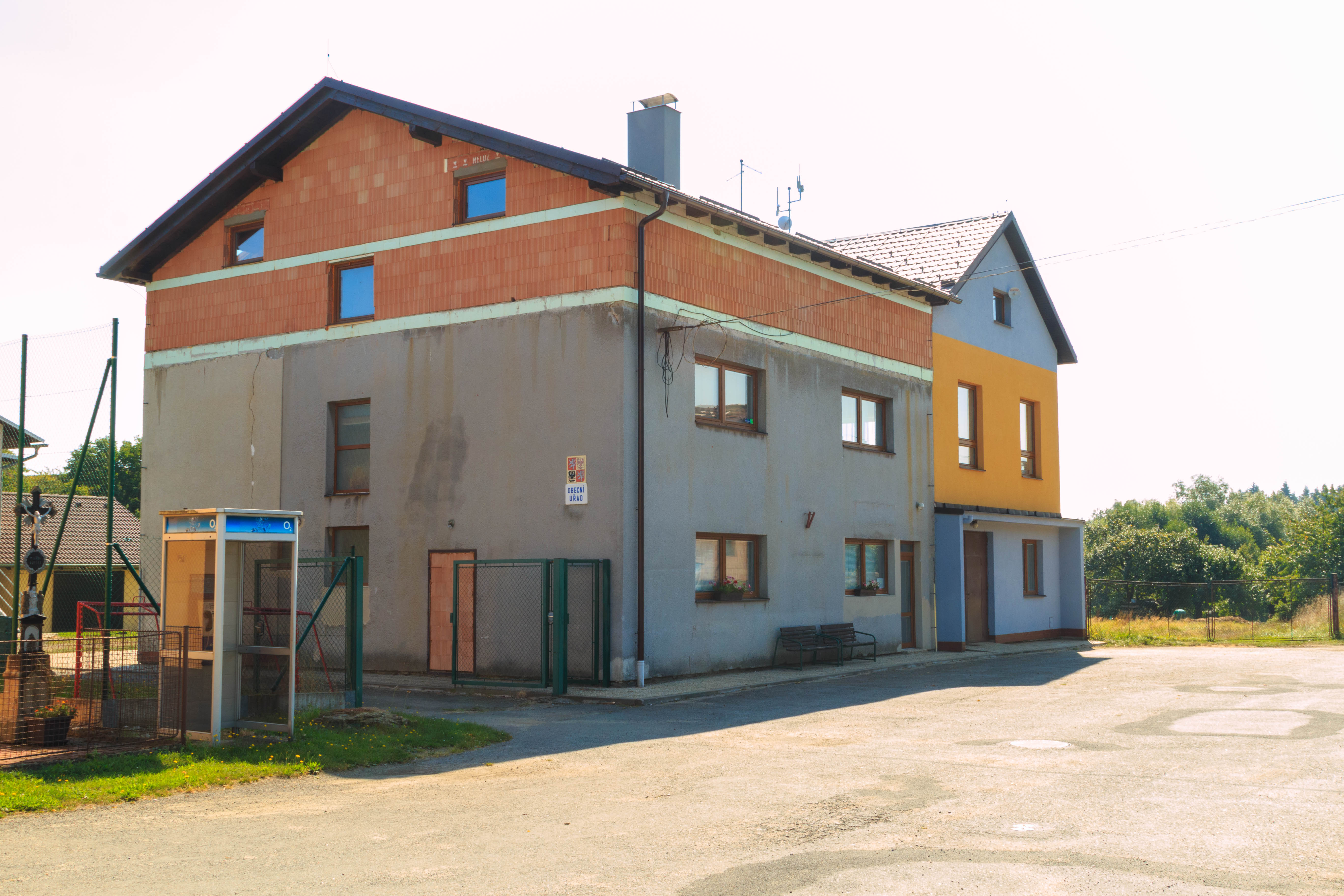
Obecní úřad
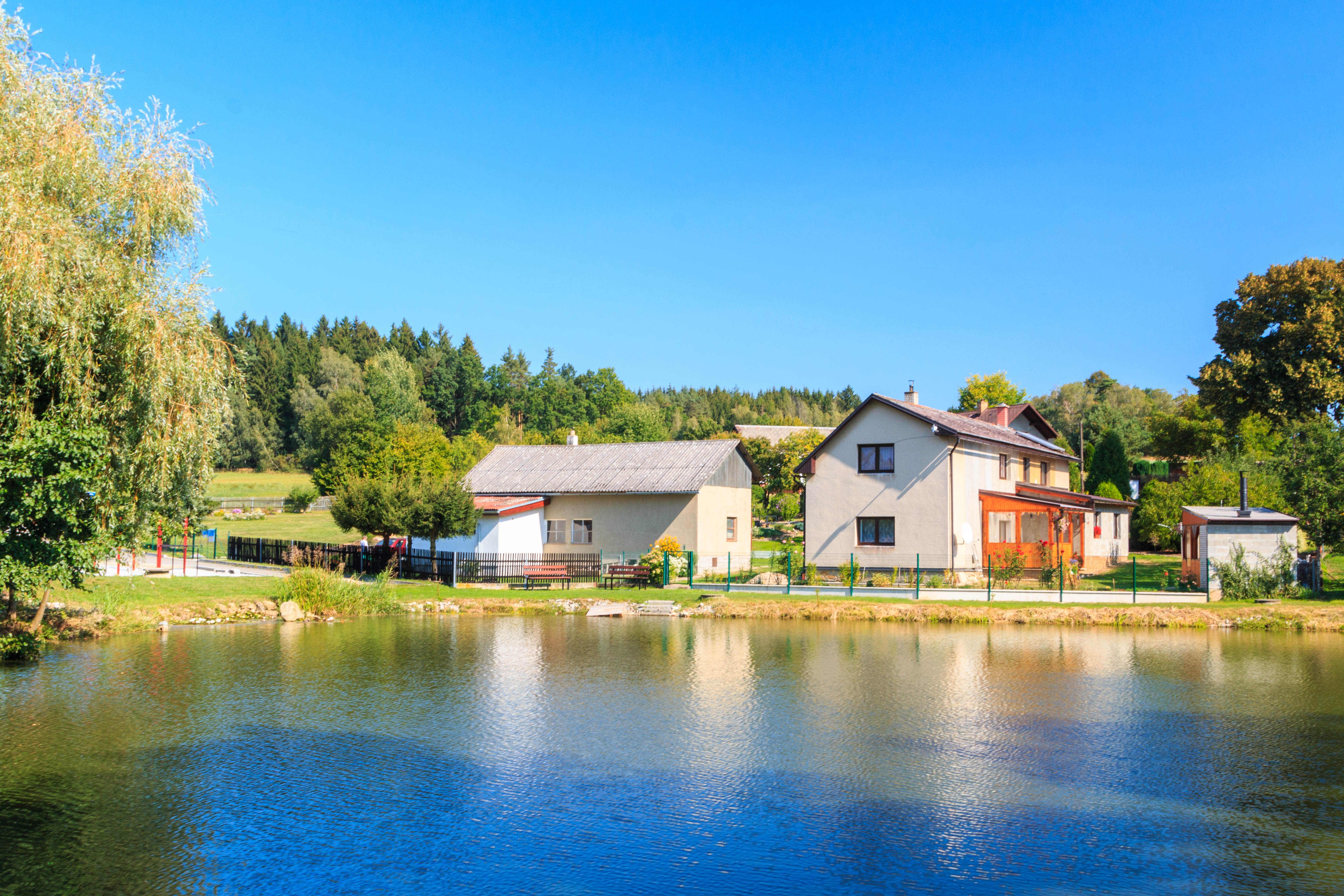
Dům čp. 41
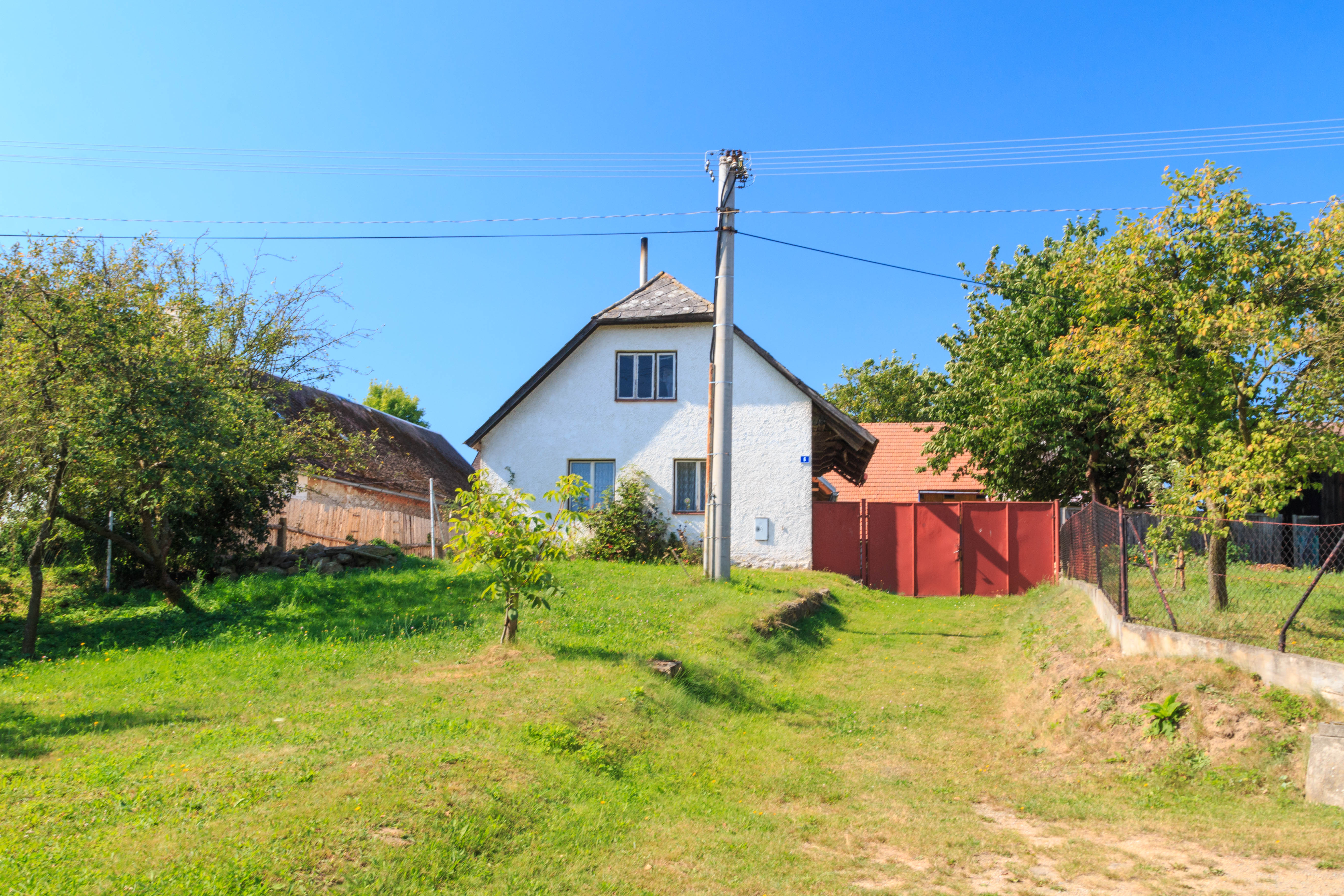
Dům čp. 6